# Joseph-Ignace Guillotin

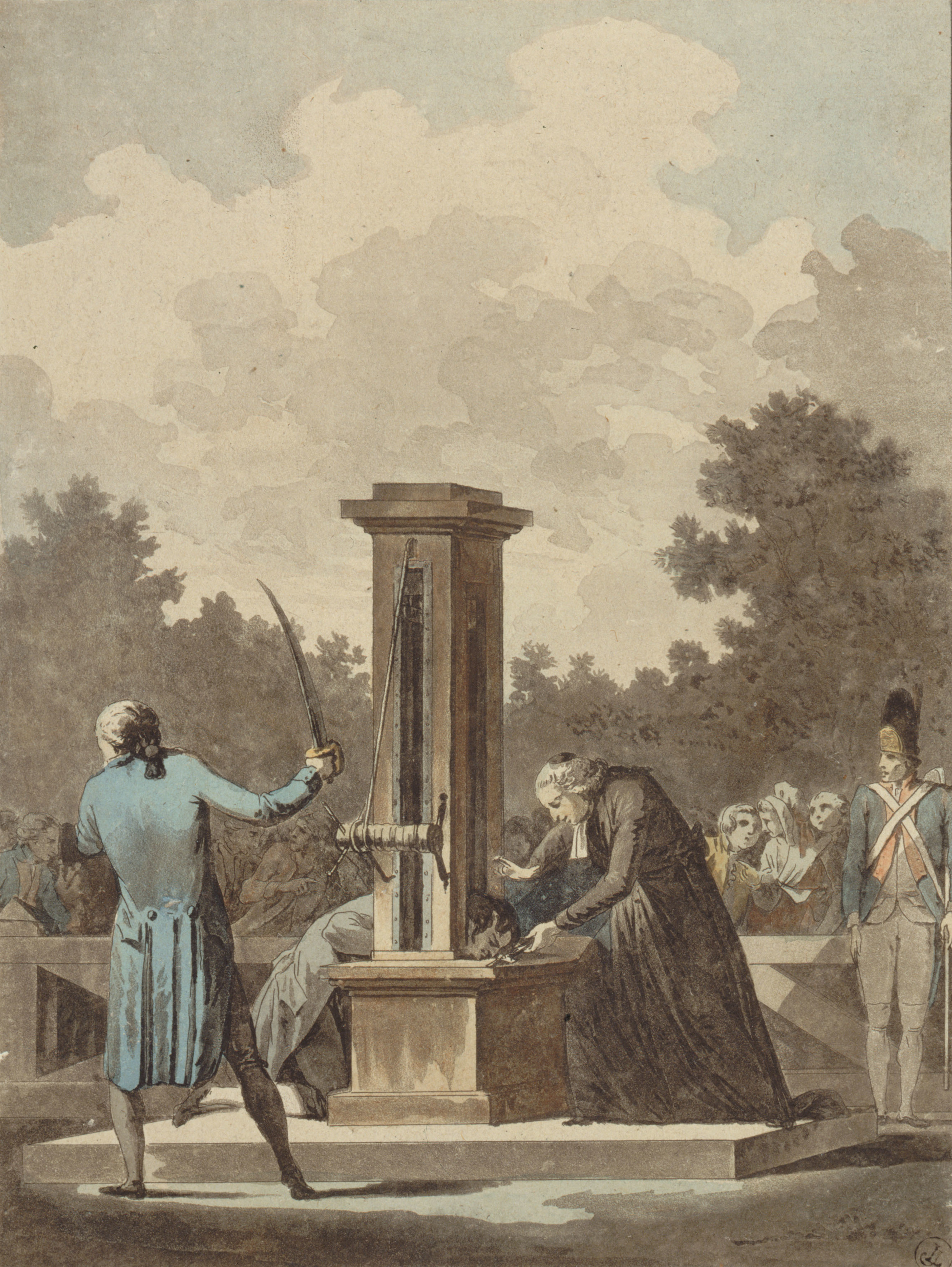
Vroege prent van een executie door guillotine door Janinet: de knielende terechtgestelde wordt gezegend door de priester, die hem een kruis voorhoudt, terwijl de beul met geheven zwaard klaarstaat om het touw door te kappen.

Joseph-Ignace Guillotin (Saintes, 28 mei 1738 – Parijs, 26 maart 1814) was een Frans arts en politicus, naar wie de guillotine werd genoemd.
Guillotin trad op zijn achttiende toe tot de jezuïetenorde. Hij verliet deze in 1763 om geneeskunde te gaan studeren aan de medische faculteit van Parijs, waar hij later zelf anatomie en fysiologie doceerde. Hij was geneesheer van de broer van de koning, de graaf van Provence, en was bevriend met geleerden en filosofen, zoals Voltaire, Condorcet en Buffon.
In 1784 was hij, met onder meer Antoine Lavoisier en Benjamin Franklin, lid van de koninklijke commissie die de beweringen van Franz Anton Mesmer (1734-1815) in verband met het dierlijk magnetisme onderzocht. De commissie kwam tot de conclusie dat die beweringen op niets berustten en dat het succes van Mesmers methoden enkel aan suggestie te danken waren.

## Politiek
Toen de regering in 1789 verkiezingen voor de Franse Staten-Generaal uitschreef, wat het begin zou vormen van de Franse Revolutie was Guillotin een van de opstellers van een petitie die veel ophef maakte. Daarin werd geëist dat de derde stand in de nieuwe vergadering beter vertegenwoordigd zou zijn dan de adel en de geestelijkheid, die immers maar een kleine minderheid van de bevolking uitmaakten. Ook eiste de petitie persvrijheid. Het bezorgde Guillotin een nationale faam. Hij werd begin 1789 verkozen in de Staten-Generaal, die zich later dat jaar omvormde tot Assemblée nationale constituante. Op 20 juni 1789, toen de gedelegeerden van de derde stand voor een gesloten deur stonden, stelde hij voor om de zitting in de kaatsbaan ernaast te houden, waar de Eed op de Kaatsbaan is afgelegd. Guillotin was secretaris de Constituante van juni 1789 tot oktober 1791.

## Guillotine
Op 10 oktober 1789 diende Guillotin in de Constituante een reeks voorstellen in voor de humanisering van de doodstraf. In tegenstelling tot sommige andere revolutionairen was hij geen uitgesproken tegenstander van de doodstraf. Wel vond hij dat een terechtgestelde een waardige begrafenis moest krijgen, dat de doodsoorzaak niet in de overlijdensakte mocht worden vermeld en dat de familie van de terechtgestelde geen nadeel mocht ondervinden. Voorstellen die allemaal werden aanvaard. Minder succes had hij aanvankelijk met een voorstel om alle doodvonnissen op dezelfde wijze te laten voltrekken. Daarmee wilde hij een eind maken aan diverse vormen van terechtstellingen die toen bestonden (ophangen, onthoofden, vierendelen, radbraken…), naargelang de aard van het misdrijf of de stand van de veroordeelde. In plaats daarvan stelde hij een onthoofding voor door middel van een “eenvoudig mechaniek”.
Guillotin achtte mechanische onthoofding de meest humane en pijnloze vorm van terechtstelling. In een toespraak op 28 november 1789 beweerde hij zelfs dat de “patiënt” daarbij nauwelijks “een gevoel van koelte” in de hals zou merken. Dit veroorzaakte nogal wat gelach. Er verscheen een spotrijm van de hand van Ridder de Champcenetz waarin het bewuste mechaniek aangeduid werd als Guillotins kindje of guillotine.
Pas in juni 1791 besliste de Constituante dat voortaan alle terdoodveroordeelden zouden worden onthoofd. Daarbij kwam het voorstel van Guillotin opnieuw ter sprake, maar met de verdere ontwikkeling van de guillotine heeft hij weinig te maken gehad.
In tegenstelling tot wat vaak wordt gedacht is Guillotin dus niet de uitvinder van het toestel dat naar hem zou worden genoemd. Ook al is de naam "guillotine" nooit officieel geweest (de officiële benaming was bois de justice of "hout van gerechtigheid"), toch werd deze benaming over de hele wereld bekend. De officiële benaming in het Nederlands was "valbijl".
De guillotine zou al gauw een bloedige reputatie krijgen tijdens het Schrikbewind, toen duizenden mensen onthoofd werden als vijanden van de Revolutie. Guillotin ontsnapte zelf ternauwernood aan 'zijn' machine. Hij werd in september 1793 als verdachte gearresteerd en kwam pas vrij na de val van Maximilien de Robespierre in juli 1794.

## Gezondheidszorg
Daarnaast hield Guillotin zich intensief bezig met de gezondheidszorg. Kort na zijn vrijlating ijverde hij ervoor dat er opnieuw een serieuze artsenopleiding in Frankrijk zou komen (de Revolutie had alle medische faculteiten gesloten en een tijdje kon iedereen die dat wilde het beroep van arts uitoefenen).
Guillotin was een van de eerste Franse artsen die het pokken-vaccin, een uitvinding van Edward Jenner (1749-1823), promootte. Met de steun van Napoleon organiseerde hij een grootscheepse vaccinatiecampagne waarbij een groot deel van de Franse bevolking werd ingeënt. Hij stelde ook regels voor een betere openbare hygiëne op.
Hij stierf in 1814 vermoedelijk ten gevolge een infectie van miltvuur aan de linkerschouder. De man die door zijn ijver voor de volksgezondheid wellicht tienduizenden mensenlevens redde, heeft het diep betreurd dat zijn naam bleef voortleven in de dodelijke machine. Zijn kinderen kregen na zijn dood toestemming om hun familienaam te veranderen.
- Bibsys: 6088427
- Bibliothèque nationale de France: cb12449264x (data)
- CiNii: DA15474836
- Gemeinsame Normdatei: 116923806
- International Standard Name Identifier: 0000 0000 8140 8593
- Library of Congress Control Number: n85808761
- Nationale Bibliotheek van Tsjechië: jn20000700643
- Nationale Bibliotheek van Israël: 987007278621405171
- Nationale Bibliotheek van Polen: a0000002826568
- Nederlandse Thesaurus van Auteursnamen: 11448984X
- Réseau des bibliothèques de Suisse occidentale: 02-A008672537
- Istituto Centrale per il Catalogo Unico: MILV274771
- SNAC: w6gm9mzs
- Système universitaire de documentation: 080833764
- Union List of Artist Names: 500354432
- Virtual International Authority File: 61642821
- WorldCat: E39PBJtcFQ6cX7gBrwm38HGCQq